# 解脱会
解脱会（げだつかい）は、日本の新宗教団体。1929年(昭和4年)に創設された。真言宗系新宗教に分類されることもあるが、神仏混淆色が強い。宗教法人としての届けは「諸教」としてなされており、文化庁の『宗教年鑑』においても諸教に分類されている。『宗教年鑑』令和6年版における国内信者数は、94,300人。

## 創始者
創始者は岡野聖憲である。解脱会における生前の地位は「会長」。会では岡野を「会祖」、「解脱金剛尊者」、「金剛さま」、「尊者」などと呼称している。

## 所在地
本部は東京都新宿区荒木町。会祖岡野聖憲の出身地および教団の発祥の地は埼玉県北本市にあり、「御霊地」と呼ばれる信仰の拠点が存在する。アメリカ合衆国にも支部・教会を持つ。

### 御霊地
「解脱会御霊地」（げだつかいごれいち）は森になっており、境内には鳥居が建ち、神明造の「天神地祇太神社殿」（1978年（昭和53年）建立）に主祭神天神地祇大神を祀っている。このほか「御主護大神社殿」に五柱の神を祀る。富士浅間両龍王神、天五色大天空大神なども祀っている。事務所は社務所と称する。また仏堂の「五智如来堂」に主尊五智如来像、脇侍聖観音像・不動明王像を安置、聖憲の霊魂を供養する「解脱金剛五輪宝塔」、六地蔵尊などもあり、神仏混淆の様相となっている。このほか、聖憲揮毫の「萬霊魂祭塔」（1936年（昭和11年）建立）、聖憲の還暦祝いに建てられた「岡野聖憲師頌徳碑」（米内光政揮毫。1941年（昭和16年）建立）などの石碑、聖憲の遺品・真筆・資料を納める「解脱金剛宝物館」（仏教建築）などがある。御霊地周辺に解脱会御霊地道場、解脱会館、研修センター、解脱錬心館等の諸施設がある。
また埼玉県道164号鴻巣桶川さいたま線（旧中山道）多聞寺交差点脇の敷地には、聖憲が紀元二千六百年（1940年（昭和15年））を記念して建立した「太陽精神碑」がある。道路を挟んだ向かいの敷地は、1929年（昭和4年）の教団発足時に最初の道場が開かれた「解脱教会本院跡地」である。この場所は聖憲の住宅があった地で、「会祖ご遷化の地」と称する。聖憲が遷化した住宅は「感謝会館」としてその後もこの場所にあったが、1964年(昭和39年)、保存のため「解脱金剛宝物館」の敷地に移築され、「解脱金剛記念館」となった。解脱会創設前、聖憲が高崎線本宿信号場を駅に昇格させる地元の請願運動に参画、1928年（昭和3年）、北本宿駅が開業した（現在の北本駅）ことにより、同年建立した「北本宿驛新設記念碑」（聖憲揮毫）もこの場所にある。この近傍に聖憲の生家岡野家本家の住宅があり、「解脱金剛御生誕之家碑」がある。岡野家は本宿村の名主であったといい、生家には現在も岡野家が在住している。

## 組織
教団主宰者は「法主」。法主とは別に宗教法人の代表役員「理事長」を置く。2020年（令和2年）現在の法主は岡野英祥、理事長は岡野英夫である。

## 教義
信仰対象は、宇宙の本体を表す主祭神「天神地祇太神」、宇宙の法則を表す主尊「五智如来」、解脱会の創始者であり、宇宙の真理の教えを残した霊魂「解脱金剛（岡野聖憲）」である。
「敬神崇祖・感謝報恩」という標語で教団の根本理念を表している。解脱会は在家宗教であると位置付け「生活即宗教」「国民皆信仰」を説き、信者には家代々の信仰をはじめ、地域の氏神や菩提寺を尊ぶことを奨励している。「一宗一派にとらわれたり、教義や形式にしばられることのない超宗派」であると表明している。他の宗教・宗派を排斥せず宗旨替え等も求めない、という。皇室尊崇や戦没者慰霊を呼びかけ、皇居勤労奉仕や一般参賀、靖国神社参拝、千鳥ケ淵戦没者墓苑での供養を行っている。
会独自の供養法として、「天茶供養」、「御秘法お浄め」、「御五法修行」という秘義三法と呼ばれる修法がある。これは「真智の啓発・意力の増強・霊性の浄化」を図る修行とされる。

## 沿革
創始者・岡野英蔵（法名・聖憲）は、1881年(明治14年)11月28日、埼玉県北足立郡中丸村（現・北本市）の農家・岡野牧太郎、きせ夫妻の次男として生まれた。高等小学校卒業後、酒屋奉公、日雇労働者等を経験したのち、海運会社に就職。聖憲は番頭まで出世し、事業を発展させた。1916年(大正5年)、芸者と結婚し、置屋や料亭を構えたあと、独立して東京の日本橋に海運会社を立ち上げた。しかし、事業面で苦境に立ち、また、1925年（大正14年）に病を患ったことを機に宗教に関心を持ちはじめた。各地の神社仏閣に訪れ、宗教的体験を続けるうち、1929年(昭和4年)、故郷・北本宿の生家付近で、「太神を世に出せ」という啓示を受けた。この体験により、実業界から決別、それに反対する妻とは離別し、宗教家となった。解脱会ではこの年を立教の年としている。

英蔵は1929年（昭和4年）、最初の道場となる「解脱教会本院」を中丸村に開き、「御霊地」の整備を開始。1931年（昭和6年）、英蔵は醍醐寺三宝院にて出家得度し、「聖憲」の法名を授かる。聖憲はその後、「御五法修業」、「天茶供養」という秘義を編み出し、信者に指導した。1931年(昭和12年)に日支事変が始まると、戦時中における奉献金活動や慰問活動などを行い、以後終戦まで続ける。1938年（昭和13年）には海外にも布教と慰問の拠点を設けた。聖憲は、皇室至上主義、国粋主義思想を持ちつつも、日本軍だけでなく、中国軍の戦死者、太平洋戦争が始まってからは、米軍の戦死者も供養した。1940年(昭和15年)、布教と教化の拠点として東京市四谷区に本部道場を建設。1941年(昭和16年)からは国恩報謝、戦意高揚を祈願するために伊勢神宮や橿原神宮、御寺泉涌寺などへの参拝が行われるようになる。以後、皇室との関わりが深い伊勢神宮・橿原神宮・泉涌寺への参拝を行う毎年4月の「三聖地巡拝」が解脱会の行事となり現在に至る。
敗戦後の混乱期、クズ繊維を集め、織物に更生する方法を信者たちに教え、彼らの生活を助けた。戦時中の解脱教会による慰問活動や、聖憲の皇室至上主義、国粋主義思想に共鳴した旧日本軍の将官らの入会もあり会員が増え、1947年(昭和22年)、宗教法人解脱報恩感謝会設立に至った。1948年(昭和23年)には京都市東山区泉涌寺東林町に関西道場を開くも、同年11月4日、聖憲は糖尿病と慢性腎炎を併発し、67歳で遷化。醍醐寺三宝院から「解脱金剛」の諡号が贈られた.。生前の聖憲はまとまった教義を整備しておらず、高弟の岸田武男（英山）が聖憲の講話や言動を整理し、教団の教義を体系づけた。聖憲の死後、しばらく後継者を置かなかったが、1953年(昭和28年)に甥である岡野聖（聖法）が正式な法燈継承者となり、教主に就任した。当初は主に東京を拠点に布教していたが、1956年(昭和31年)には小田原市に湘南道場、1958年(昭和33年)には御霊地に御霊地道場を開いた。1961年(昭和36年)に宗教法人解脱会に改称。1962年(昭和37年)、聖法を法主、岸田英山を教統とした。1960年(昭和35年)には名古屋市中村区に中部道場、1962年(昭和37年)には札幌市東区に札幌道場を開いた。

アメリカに進出しており、日系人を中心に信者がいる。1949年(昭和24年)に米国解脱会が設立され、1969年(昭和44年)、カリフォルニア州サクラメントに米国解脱霊廟落慶。サクラメント解脱教会設立。米国サクラメント御霊地の整備開始。1980年(昭和55年)、ハワイ州ホノルルにハワイ解脱教会設立。1989年(平成元年)カリフォルニア州ロサンゼルスにロサンゼルス解脱教会を設立した。

1980年(昭和55年)、岡野聖法の長男岡野英祥が法嗣（よつぎ）に就任。2008年(平成20年)、岡野聖法法主が第6代新日本宗教団体連合会理事長に就任。2009年(平成21年)、岡野聖法法主が日本宗教連盟理事長に就任。2017年(平成29年)、岡野英祥法嗣が2代法主に就任し、岡野聖法前法主が「長老」に退いた。2019年（平成31年）4月3日、岡野聖法長老が死去。同年（令和元年）5月19日、解脱錬心館にて「聖葬祭」（教団葬）を挙行、上村貞郎・泉涌寺長老、仲田順和・醍醐寺座主、庭野日鑛・立正佼成会会長（第5代新日本宗教団体連合会理事長）、岡田光央・崇教真光教え主（第8代新日本宗教団体連合会理事長、日本宗教連盟理事長）らが参列した。

## 泉涌寺・醍醐寺との関係
解脱会は戦前より泉涌寺・醍醐寺との関係が深く、泉涌寺長老・醍醐寺座主（三宝院門跡）は毎年新宿の解脱会本部を訪問している。
- 解脱会は1939年（昭和14年）に御寺泉涌寺と結縁を成した。岡野聖憲は、敗戦により維持・運営に困難をきたしていた御寺泉涌寺に対する援助を行った。聖憲は死後、同寺境内に埋葬されることを希望し、1954年(昭和29年)、聖憲の遺骨を祀る「解脱金剛宝塔」が泉涌寺境内に建立された。聖憲の位牌は泉涌寺海会堂（かいえどう）に安置されており、聖憲の命日にあたる11月4日には、「解脱金剛御年祭」が行われるほか、毎月4日には、聖憲に対する法要が執り行われている。解脱会は泉涌寺を、伊勢神宮、橿原神宮と並ぶ三聖地と定め、聖地巡拝として毎年1000人ほどが参列している[2][8]。教団の関西道場も泉涌寺東林町にある。
- 岡野聖憲は1931年（昭和6年）、醍醐寺三宝院にて出家得度し、法名を授かった。この時解脱会は醍醐寺三宝院と法縁を結び、解脱教会本院に「真言宗醍醐派醍醐教会解脱分教会所」を併設。解脱教会は真言宗醍醐派を上部団体として教団活動を開始している。1948年(昭和23年)に聖憲が遷化すると、醍醐寺三宝院から諡号「解脱金剛」と権大僧正位が贈られた。更に1954年(昭和29年)、醍醐寺三宝院から聖憲に大僧正位が追贈された。解脱会は醍醐寺にも集団参拝を行っている。

## 青少年育成活動
- 1971年（昭和46年）、北本市市制施行を機に地域青少年育成施設「解脱錬心館」を設立（初代名誉館長・佐藤顕埼玉大学教授。初代館長・早川啓記）。同館では剣道の稽古を行っている。
- 北本市内に「解脱会　北本スポーツセンター」（野球・ソフトボール場3面。研修施設・合宿所もあるが現在は営業していない）を有しており、1979年(昭和54年)から年1回、「解脱選抜少年野球大会」（北本市スポーツ少年団野球部会(北本市少年野球連盟)主管）を主催している[9]。スポーツセンター敷地内に神明稲荷神社があり、教団関係者が祭礼に参加している。

## 政治活動
- 解脱会前法主・岡野聖法(1937-2019)は、新日本宗教団体連合会理事長、日本宗教連盟理事長、日本宗教連盟顧問を歴任[10]。日本会議にも参画しており[11]、日本会議代表委員を務めた[12]。
- 育鵬社教科書採択運動のための「教科書改善と特別基金」の募金に協力している[13]。

## 分派
宗教法人かむながらのみち　会長北川和光（北川和男）、教主北川慈敬（北川敬子）夫妻は元解脱会の会員で、敬子は幹部であったという。1999年(平成11年)2月、北川夫妻は一部の会員とともに解脱会を離れ、同年5月、かむながらのみちを創立。かむながらのみちにおいても天神地祇・天五色大天空大神・五智如来など解脱会と同じ神仏を祀っているほか、解脱金剛（岡野聖憲）を道祖と称し、解脱へ導く仏として同様に信仰の対象としている。